# استیون رابینسن
استیون کرن رابینسن (به انگلیسی: Stephen Kern Robinson) فضانورد اهل کشور ایالات متحده آمریکا است که در ۲۶ اکتبر ۱۹۵۵ میلادی در ساکرامنتو زاده شد. وی در مأموریت اس‌تی‌اس-۸۵، اس‌تی‌اس-۹۵، اس‌تی‌اس-۱۱۴، اس‌تی‌اس-۱۳۰ حضور داشته‌است.
سلفی فضایی وی از شهرت فزاینده‌ای برخوردار است.